# Sedación odontológica oral
La sedación odontológica oral es un protocolo médico en el que se administran fármacos sedantes orales para facilitar un procedimiento dental y reducir el miedo y la ansiedad de los pacientes. Los medicamentos que pueden utilizarse para la sedación incluyen diazepam, triazolam, zaleplon, lorazepam y hidroxicina.

## Usos de la sedación odontológica oral
Los pacientes dentales con ansiedad generalizada, belonefobia (miedo de instrumentos afilados y agujas), previo trauma dental o miedo generalizado del dentista pueden tomar medicación oral con el fin de reducir sus ansiedades. Una variedad de protocolos de dosis únicas e incrementales se utilizan para curar al paciente tan pronto como el día antes del tratamiento. Los medicamentos además ayudan a reducir la memoria o vistas del lugar y los olores de la Oficina dental para evitar el recuerdo de cualquier trauma. El efecto sedante permite que procedimientos odontológicos sean completados en menos citas, así como procedimientos complejos ayudan a realizarse en menos tiempo.

## Drogas utilizadas en la sedación odontológica oral
- El Valium (diazepam) es la droga más reconocida en el grupo. Ha existido desde los años 60 y es un sedante bien conocido y comprobado con propiedades amnésicas. Valium tiene una semivida más larga que algunos de los otros medicamentos, por lo que es especialmente útil para citas donde se está realizando una amplia odontología.

- El Halcion es más conocido por el tratamiento del insomnio. Es altamente eficaz cuando se usa en protocolos de sedación oral y si se considera oportuno por su dentista, puede utilizarse junto con un antihistamínico como

- El Sonata es similar a Halcion que también es utilizado comúnmente para el tratamiento del insomnio.

- El Ativan es comúnmente prescrito para el tratamiento de la ansiedad. Posee muchos de los efectos deseables de otras benzodiacepinas con propiedades amnésicas. Es un sedante eficaz con una vida media de longitud mediana y es útil para las citas odontológicas que tengan más de dos horas.

- Vistaril, clasificado como un antihistamínico, también ha demostrado tener efectos (ansiolíticos) de ansiolíticos. También se usa en conjunto con muchas de las benzodiacepinas, pero no tiene propiedades amnésicas.

- Versado (midazolam) tiene la más corta vida de todos de las benzodiacepinas, duran alrededor de una hora y resulta idóneo para las citas cortas o procedimientos simples. Tiene los beneficios ansiolíticos y amnésicos de otras benzodiacepinas, pero se usa con menos frecuencia debido a su duración.

## Mitigación de riesgos
Las características de las drogas deben ser consideradas cuidadosamente al elegir el medicamento apropiado. Coincidencia de factores, tales como donde se metaboliza la droga y las enfermedades subyacentes, requiere una buena historia clínica y conocimiento profundo de las características del medicamento. Todos los factores de riesgo, las características individuales y complejidades de procedimientos pueden tenerse en cuenta a fin de proporcionar la mejor opción de drogas.

## Formación
Se imparten cursos de odontología de sedación Oral en todo Norteamérica, en varias escuelas dentales y organizaciones privadas. El mayor proveedor de educación continua de sedación dental en Norteamérica es la organización Dental para la Sedación Consciente. Cursos de especialidad se enseñaban en sedación pediátrica, ACL, IV Sedación y Preparación para emergencia.

## Reglas de uso
Los requerimientos de educación y entrenamiento para administrar sedantes varían según el Estado. La ADA ha expuesto las directrices generales de sedación que han sido adoptadas o modificadas por muchos Estados. Generalmente hay límites de dosis relacionadas con ansiólisis, usualmente a una sola dosis al día de tratamiento que no exceda la dosis máxima recomendada (MRD) de la medicación para lograr el nivel de sedación. Sin embargo, estas leyes de sedación varían de Estado a estado. Los protocolos para la Ansiólisis están diseñados para tratar la ASA I & II pacientes mayores de 18 años y para una a cuatro horas de tratamiento. Ahora, algunos Estados exigen un permiso incluso para la administración de óxido nitroso y/o ansiólisis.

## Otros documentos
- Wall Street Journal, June 19, 2007. "Did I Really Have a Root Canal?"
- Kershaw, Sarah. The New York Times, March 6, 2008. My Root Canal? It’s a Blur NYT Article My Root Canal? It’s a Blur (enlace roto disponible en Internet Archive; véase el historial, la primera versión y la última).
- http://dental-sedation.org/content/oral-sedation-info Archivado el 25 de julio de 2011 en Wayback Machine.
- Dental Fear Central
- RXlist Antivan
- Sedation Regulations
- DOCS Education